# Geomuseum der Universität Münster

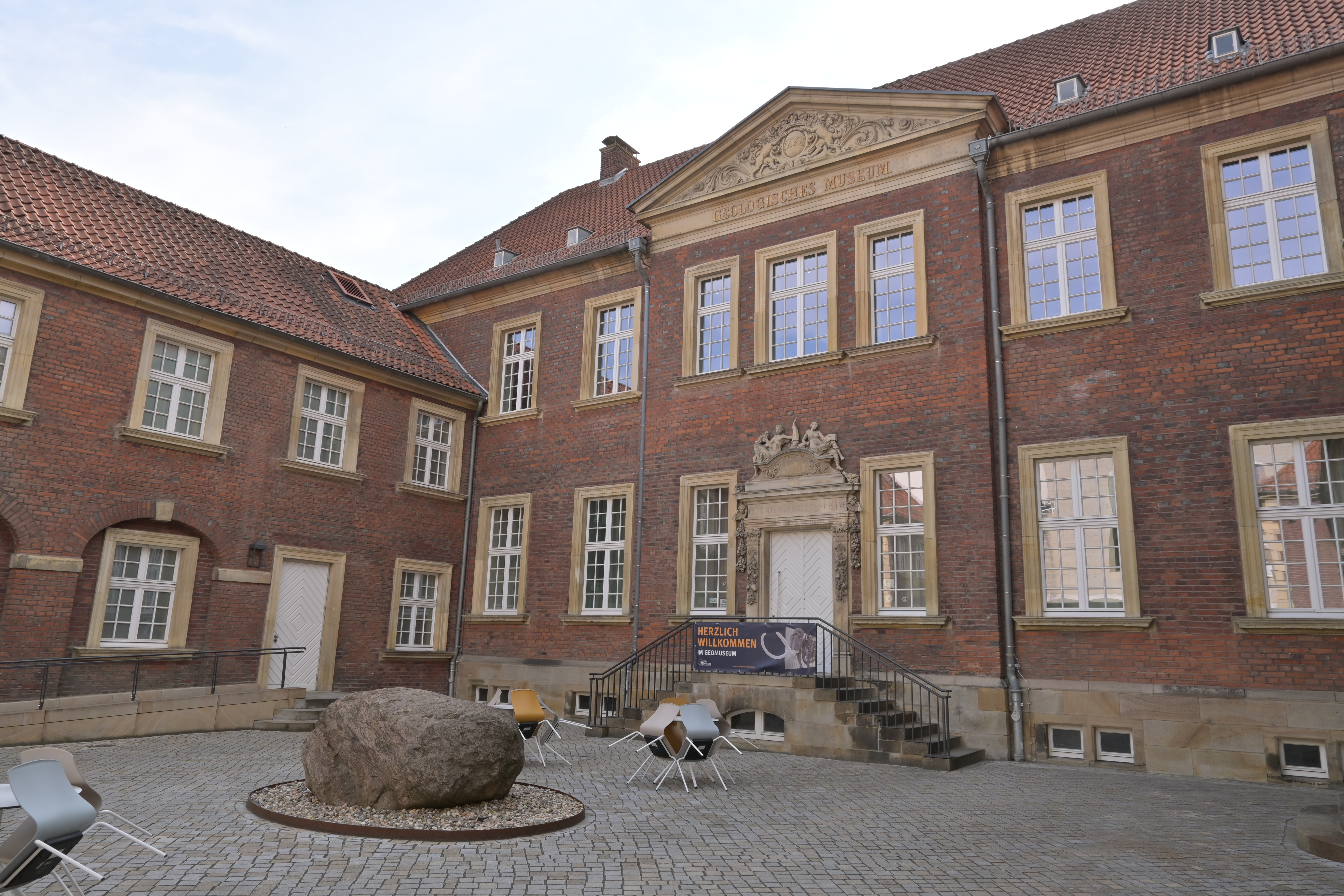
Geomuseum der Universität Münster

Das Geomuseum der Universität Münster im westfälischen Münster, bis 2007 Geologisch-Paläontologisches Museum genannt, beheimatet seit der Eröffnung im Jahre 1824 in seiner Ausstellung zahlreiche Fossilien aus den verschiedensten Erdzeitaltern. Da es für mehr als 150 Jahre das einzige Museum in Westfalen mit einer nennenswerten Sammlung an Fossilien war, kamen viele außergewöhnliche Funde nach Münster, die im Museum ausgestellt und im Archiv gelagert werden. Vielfach sind die Fundstellen nicht mehr zugänglich oder ausgebeutet, so dass einige Exponate einen erheblichen wissenschaftlichen Wert besitzen.

## Sammlung
Die Sammlung des Museums besteht größtenteils aus Funden aus ganz Westfalen. Dazu gehören beispielsweise fossile Überreste von Fischen aus der Oberkreide, die während des 19. Jahrhunderts in den Baumbergen und Sendenhorst ausgegraben wurden. Überreste von Säugetieren aus der Eiszeit aus westfälischen Höhlen und Kiesgruben sowie bei Grabungen in den 1920er-Jahren auf der griechischen Insel Samos freigelegte Funde aus dem Oberen Miozän zählen ebenfalls zur Sammlung. Bei Ausgrabungen im Sauerland in den 1970er-Jahren wurden fossile Überreste eines Iguanodon freigelegt.
Ausgestellte Exponate von Meeresbewohnern umfassen Korallen des Paläozoikums aus der Sammlung von Schouppé und Oekentorp sowie Muscheln der Gattung Inoceramidae aus der Kreidezeit. Ebenfalls zum Museum gehören Funde von Trilobiten aus dem Kambrium, die im Norden Spaniens entdeckt wurden.

## Geschichte
Die Eröffnung des Museums fand im Jahre 1824 statt. Zweck des „Museum mineralogicum et zoologicum“ war das Bereithalten von Sammlungen für die im Jahre 1818 zu einer Akademischen Lehranstalt herabgestuften Universität Münster und das Gymnasium Paulinum. Bis zum Jahre 1848 wuchs die Sammlung auf 5500 Objekte an. Diese teilte sich auf 1637 mineralogische, 1176 geologische und 2617 paläontologische Exponate auf. Im Zuge der Gründung des Westfälischen Museums für Naturkunde durch Hermann Landois im Jahre 1862 wurde die mineralogisch-geologische Abteilung des Museums abgetrennt. In den darauffolgenden Jahren intensivierte der damalige Leiter Hosius den Ausbau der geologisch-paläontologischen Sammlung, die bis zum Ende des 19. Jahrhunderts auf 30.178 Objekte anwuchs.
Nach einem ersten Umzug im Jahre 1851 in größere Räumlichkeiten erfolgte im Jahre 1880 der Umzug in die von Gottfried Laurenz Pictorius erbaute Landsbergsche Kurie. Seitdem befindet sich das Museum in diesem dreiflügeligen Barockbau; gleichzeitig beherbergt das Gebäude den ältesten Hörsaal der Universität Münster. Bis zum Jahre 1906 war die zoologisch-anatomische Sammlung ebenfalls hier untergebracht. Nach der vorübergehenden Abtrennung der Mineralogie und der Petrographie im Jahre 1886 erfolgte der Ausbau des Mineralogischen Instituts. Bereits 1896 sollten die Abteilungen wieder zusammengeführt werden, wurden aber 1919 erneut voneinander getrennt.
Eine öffentliche Schausammlung existiert seit dem Jahre 1910. Nach dem Fund eines vollständigen Mammut-Skelettes in Ahlen sowie weiterer fossiler Wirbeltier-Skelette wurden sie im Museum für die Öffentlichkeit ausgestellt.
Im Gegensatz zu den Exponaten des abgetrennten Mineralogischen Museums wurde die Sammlung vor dem Zweiten Weltkrieg ausgelagert und blieb unbeschädigt. Die Zerstörungen betrafen somit ausschließlich das Gebäude, dessen Aufbau und die gleichzeitige Restaurierung der Exponate im Jahre 1956 abgeschlossen war. Der Auszug des Paläontologischen Institutes der Universität im Jahre 1971 ermöglichte die Ausweitung der Ausstellung auf zwei weitere Räume, die unter anderem für Wechsel- und Sonderausstellungen genutzt werden.
Im Jahr 2007 wurde das Museum mit dem Mineralogischen Museum (Kristalle und Gesteine) der Universität organisatorisch zum Geomuseum wiedervereinigt. Damit auch die Sammlungen im Zusammenhang ausgestellt werden können, wurde es im selben Jahr wegen erster Umbauarbeiten für die Öffentlichkeit geschlossen. Das neue Geomuseum befindet sich im selben Gebäude.
Probleme bei der Bauausführung, der Finanzierung und konzeptionelle Änderungen verzögerten die Museumseröffnung immer wieder. 2019 trennte man sich von dem mit der Bauleitung und der Ausstellungs-Umsetzung beauftragten Architekturbüro. 2020 wurde das Gestaltungsbüro Space4 beauftragt.[veraltet] Das Museum ist seit dem 10. August 2023 wieder geöffnet.

## Lage
Das Gebäude des Geomuseums liegt zwischen Domplatz und Aegidiimarkt, direkt gegenüber dem LWL-Museum für Kunst und Kultur an der Pferdegasse 3, 48143 Münster.